# Heliconius adela
Heliconius adela is een vlinder uit de familie Nymphalidae. De wetenschappelijke naam van de soort is voor het eerst geldig gepubliceerd in 1912 door Heinrich Neustetter.